# Penetretus imitator
Penetretus imitator es una especie de coleóptero de la familia Carabidae.

## Distribución geográfica
Habita en el sur de la España peninsular.